# آپوفیس
آپپ یا آپوفیس هیولایی شیطانی در اساطیر مصر باستان که در تاریکی مطلق زندگی می‌کرد. آپوفیس تجسم شخصیت هاویه، شیطان و تاریکی می‌باشد و در مقابل ایزد روشنایی رع و ماعت قرار می‌گیرد. این ایزد مار شکل تهدید به نابودی ایزد خورشید رع کرده و بدین منظور در هنگام شب در عالم زیر زمین (یا آسمان) گردش می‌کرد. در ابتدا ست و مِهن (ایزدی با سر مار) مسئولیت محافظت از رع و قرص خورشید او را بر عهده داشتند. آن‌ها یک حفره در شکم مار به‌وجود خواهند آورد تا رع بدین صورت از چنگال آپوفیس بگریزد. اما اگر در این راه شکست بخورند، جهان در تاریکی ابدی فرو خواهد رفت. در مبارزهٔ بین روشنایی و تاریکی، هیولا توسط چاقو و نیزه‌های همراهان ایزد رع زخمی می‌شود. یونانیان این هیولا را با نام آپوفیس می‌شناختند بلکه نام دیگر ان (امپوس) است.

## ویژگی‌ها
از آنجا که رع (خدای خورشید) نماد نور و حامی ماعت (نظم کیهانی) بود، آپپ به عنوان بزرگترین دشمن رع در نظر گرفته می‌شد. به همین دلیل عنوان «دشمن رع» و همچنین «ارباب آشوب» را به او دادند.
«ارباب آشوب» به شکل یک مار یا اژدهای عظیم‌الجثه تصویر می‌شد و عناوینی مانند «مار نیل» و «اژدهای شیطانی» را به او نسبت می‌دادند. برخی روایات اشاره می‌کنند که طول او به بیش از ۱۴ متر می‌رسید و سرش از سنگ آتش‌زنه ساخته شده بود.
در یک کاسه سفالی مربوط به دوره نقاده یکم (حدود ۴۰۰۰ تا ۳۵۵۰ قبل از میلاد) که اکنون در قاهره نگهداری می‌شود، تصویر یک مار روی لبه داخلی ظرف همراه با حیوانات بیابانی و آبزی به عنوان دشمن یک ایزد نامرئی (احتمالاً یک ایزد خورشیدی) که در قایقی بزرگ در حال شکار است، نقاشی شده. اعتقاد بر این است که این مار، آپپ است.

توضیحات محدودی درباره منشأ آپپ در اساطیر وجود دارد که معمولاً نشان می‌دهد او پس از رع متولد شده است. اغلب این اساطیر اشاره به این موضوع دارند که آپپ از بند ناف رع زاده شده است. جرالدین پینچ، مصرشناس بریتانیایی ادعا می‌کند که یک اسطوره آفرینش متأخرتر توضیح می‌دهد که «آپوفیس از بزاق ایزد نیث زمانی که هنوز در آب‌های نخستین بود، به وجود آمد. بزاق او به ماری به طول ۱۰۰ متر تبدیل شد.» 

اما عموماً اعتقاد بر این بود که آپپ از آغاز زمان در آب‌های نو (آشوب نخستین) وجود داشته است.

## مبارزه‌ها با رع
داستان‌های نبرد آپپ علیه رع در دوران پادشاهی نوین مصر گسترش یافتند. راویان می‌گفتند که آپپ هر روز باید در زیر افق باقی بماند و در قلمرو فانی تداوم نیابد. این موضوع او را به بخشی از دنیای زیرین تبدیل کرد. در برخی داستان‌ها، آپپ در کوهی غربی به نام «مانو» — جایی که خورشید غروب می‌کند — در انتظار رع می‌نشست، و در برخی دیگر، آپپ درست قبل از طلوع فجر، در منطقه دهم شب کمین می‌کرد. دامنه وسیع مکان‌های احتمالی آپپ به او عنوان «جهان-درنورد» را داد. اعتقاد بر این بود که غرش وحشتناک او باعث لرزش دنیای زیرین می‌شود. برخی از اسطوره‌ها می‌گویند که زمانی آپپ ایزد اصلی بوده که توسط رع سرنگون شد و به این دلیل در دنیای زیرین به دام افتاده است و یا آنکه به دلیل شرارت در آنجا زندانی شده است.

متون تابوت‌ها اشاره می‌کنند که آپپ از نگاه جادویی خود برای تحت‌الشعاع قرار دادن رع و همراهانش استفاده می‌کرد. رع توسط تعدادی مدافع از جمله ست و احتمالاً چشم رع همراهی می‌شد که با او سفر می‌کردند. همچنین تصور می‌شد حرکات آپپ باعث زمین‌لرزه می‌شود، و نبردهای او با ست ممکن است توضیحی برای منشأ توفان‌ها باشد. در یک روایت، رع شخصاً آپپ را به شکل یک گربه شکست می‌دهد.

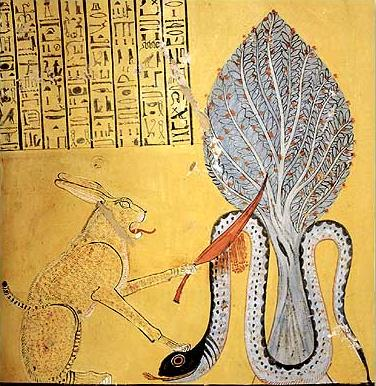
رع، خدای خورشید، در بدن گربه‌ی بزرگ، مار آپپ را می‌کُشد

## آیین‌های مذهبی
پیروزیِ شبانه‌ی رع با دعاهای کاهنان مصری و پرستندگان در معابد تضمین می‌شد. مصریان باستان آیین‌ها و باورهای خرافی متعددی را اجرا می‌کردند که گمان می‌رفت آپپ را دور نگه می‌دارد و به رع در ادامه‌ی سفرش در آسمان یاری می‌رساند.

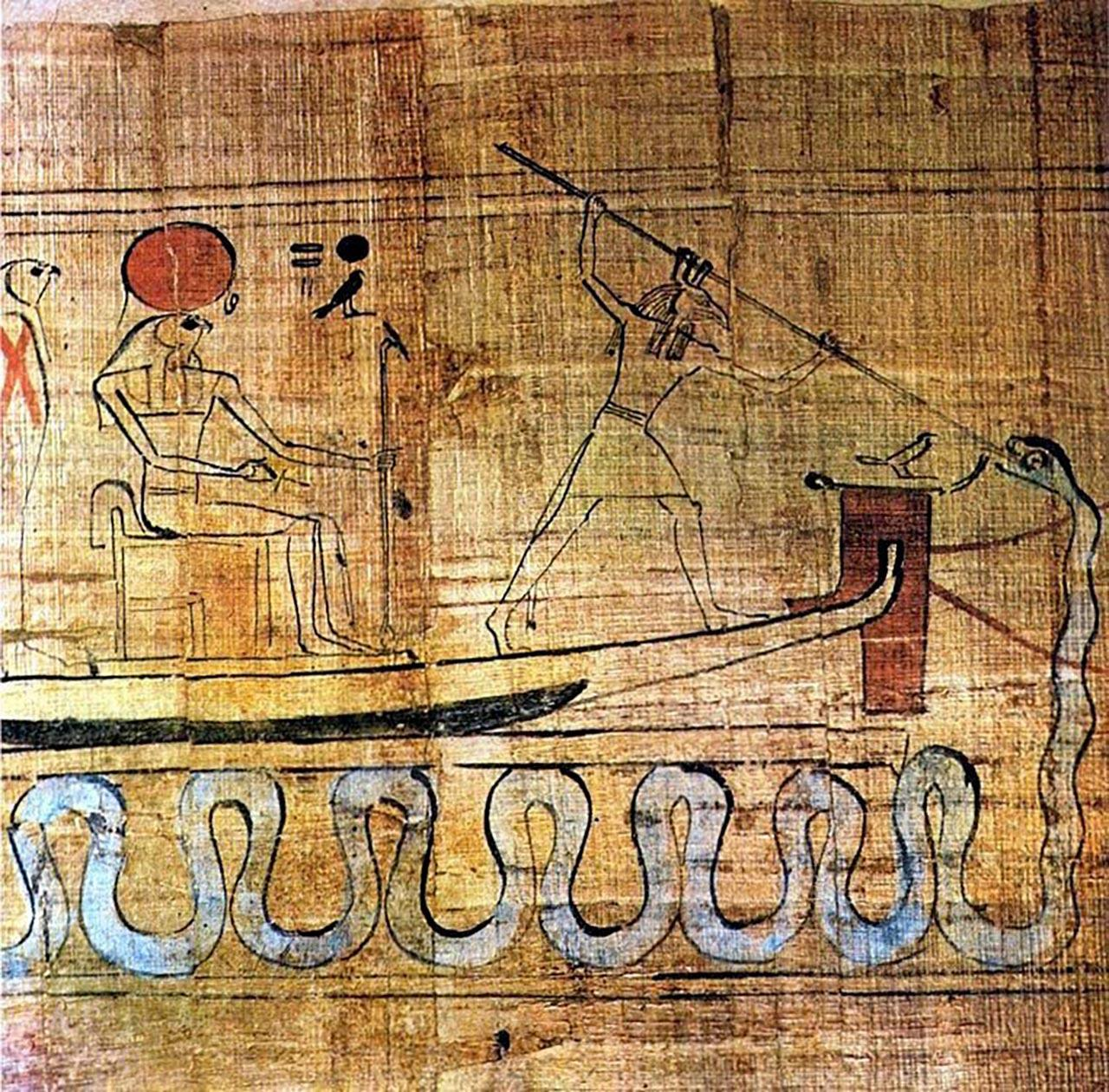
ست در حال نیزه زدن به مار آپپ (موزه‌ی مصر، قاهره)

در یک آیین سالانه به نام «مراسم سرنگونی آپوفیس»، کاهنان تندیسی از آپپ می‌ساختند که گمان می‌رفت تمامی پلیدی‌ها و تاریکی‌های مصر را در خود جای داده است. سپس آن را می‌سوزاندند تا همه را برای یک سال دیگر از شر آپپ محافظت کنند.
کاهنان مصری راهنمای مفصلی برای مبارزه با آپپ داشتند که با عنوان «کتاب‌های سرنگونی آپپ» (یا «کتاب آپوفیس» به یونانی) شناخته می‌شد. فصول این کتاب فرآیندی تدریجی از بی‌احترامی، تکه‌تکه کردن و نابودی را توصیف می‌کرد که شامل موارد زیر بود:
- تف کردن بر آپپ
- بی‌حرمتی به آپپ با پای چپ
- ضربه زدن به آپپ با نیزه
- به زنجیر کشیدن آپپ
- ضربه زدن به آپپ با چاقو
- آتش زدن آپپ

علاوه بر داستان‌های مربوط به پیروزی‌های رع، این راهنما دستورالعمل‌هایی برای ساخت مدل‌های مومی یا نقاشی‌های کوچکی از مار داشت که می‌بایست بر آن‌ها تف می‌شد، آن‌ها را تکه تکه می‌کردند و می‌سوزاندند. تمامی این اعمال باید با خواندن وردهای مخصوص همراهی می‌شد تا به رع در کشتن آپپ کمک کند. از آنجا که حتی تصویر آپپ نیز می‌توانست به این اهریمن قدرت بدهد، در هر نمایشی از او، همواره یک ایزد دیگر نیز برای مهار کردن او وجود داشت.
از آنجا که گمان می‌رفت آپپ در دنیای زیرین زندگی می‌کند، گاهی به عنوان «روح‌خوار» تصور می‌شد. بنابراین مردگان نیز به محافظت نیاز داشتند و گاهی با وردهایی دفن می‌شدند که می‌توانست آپپ را نابود کند. «کتاب مردگان» به ندرت به مواردی اشاره می‌کند که در آن‌ها رع به صراحت مار آشوب‌گری به نام آپپ را شکست داده باشد. فقط طلسم‌های ۷ و ۳۹ کتاب مردگان را می‌توان به این صورت تفسیر کرد.